# زمین‌لرزه ۲۰۰۶ تاجیکستان
زمین‌لرزه تاجیکستان  در تاریخ ۲۹ ژوئیه ۲۰۰۶ میلادی، برابر با ‎۷ مرداد ۱۳۸۵، ساعت ۰:۱۱:۵۱ به زمان یوتی‌سی در تاجیکستان رخ داد. ژرفای این زلزله ۳۴ کیلومتر بود، و بزرگی آن ۵٫۶ در مقیاس Mw اعلام شده‌است. زمین‌لرزه به وقت محلی در روز شنبه، ساعت ۴٫۵ روی داده و منطقه زمانی آن یوتی‌سی +۴٫۵ بوده‌است .
سازمان زمین‌شناسی آمریکا نیز رومرکز این زمین‌لرزه را در مختصات ۳۷°۱۵′۱۸″شمالی ۶۸°۴۹′۴۱″شرقی / ۳۷٫۲۵۵°شمالی ۶۸٫۸۲۸°شرقی و ژرفای آنرا در ۳۴ کیلومتر گزارش کرده‌است. بزرگی برگزیدهٔ این سازمان از میان بزرگیهای محاسبه‌شدهٔ مختلف ۵٫۶ در مقیاس Mw بوده و از دید اثر، در میان چهار دسته‌بندی «نامحسوس»، «محسوس»، «زیان‌آور» یا «با تلفات»، زلزله را «با تلفات» اعلام کرده‌است.۱۰۸۳ ساختمان در زمین‌لرزه خراب شده‌است.
پروژهٔ «تنسور گشتاور مرکزوار» زاویه‌های (راستا، شیب، ریک) گسل سازندهٔ زمین‌لرزه و صفحه عمود بر آنرا (°۳۵۸، °۴۲، °۹۱) یا (°۱۷۷، °۴۸، °۸۹) و نوع گسل را «معکوس» فرارسانده‌است.
شمار کشتگان زلزله حدود ۳ نفر بوده‌است.تعداد زخمیان ۱۹ نفر برآورده شده‌است.